# Bauto
Flavius Bauto († vor 388; mitunter auch Baudogast genannt) war ein spätantiker römischer Heermeister (magister militum).
Bauto war fränkischer Herkunft und wuchs östlich des Rheins auf, also in einem nicht von den Römern okkupierten Gebiet Germaniens. Er trat in die römische Armee ein und wurde 380 von Kaiser Gratian zum magister militum (Heermeister) ernannt. Gratian schickte ihn dem Kaiser im Osten, Theodosius I., zur Unterstützung. Bauto war in den folgenden Jahren neben dem Bischof Ambrosius von Mailand, der ihn mehrmals erwähnt, der wesentliche Berater des Kaisers Valentinian II., der nach der Ermordung Gratians 383 im Westen herrschte. Im Jahr 383 schlug Bauto die nach Raetien eingefallenen Juthungen zurück und soll gegen den Usurpator Magnus Maximus mehrere Barbarenstämme mobilisiert haben.
Obwohl Bauto ein Heide und mit Quintus Aurelius Symmachus bekannt war, unterstützte er 384 im Streit um den Victoriaaltar die Ablehnung einer Petition heidnischer Senatoren durch Kaiser Valentinian II. 385 bekleidete Bauto (wahrscheinlich als Ersatz für den verstorbenen Vettius Agorius Praetextatus) zusammen mit dem ältesten Sohn des Theodosius, dem späteren oströmischen Kaiser Arcadius, das Konsulat. Aus Anlass seines Konsulatsantritts stellte er Konsulardiptychen her; Augustinus, damals Rhetor von Mediolanum (Mailand), der Residenz des Kaisers, hielt ihm am 1. Januar 385 einen Panegyrikus.
In den Quellen werden Bautos militärische Fähigkeiten gelobt, außerdem soll er ein immenses Vermögen angehäuft haben. Angeblich war Bauto der Vater des Heermeisters Arbogast (jedenfalls nach Johannes von Antiochia), was aber eher unwahrscheinlich ist. Bautos Tochter, die hochgebildete Aelia Eudoxia, heiratete 395 Kaiser Arcadius.